# Silia Kapsis
Vasiliki Silia Kapsis (in greco Βασιλική Σίλια Καψή?, Vasilikī́ Sília Kapsī́; Sydney, 5 dicembre 2006) è una cantante, attrice e ballerina australiana di origini cipriote.
Ha rappresentato Cipro all'Eurovision Song Contest 2024 con il brano Liar.

## Biografia
Vasiliki Silia Kapsis è nata a Sydney da Giorgōs Kapsīs, cantante cipriota, e Despina Saïvanidīs, detta Rebecca, avvocata ed ex-ballerina greca di Salonicco. Sin dall'età di 4 anni, ha dimostrato una spiccata passione per la musica, che ha coltivato attraverso un'ampia formazione da parte di artisti d'elite del campo dello spettacolo. A 11 anni, è diventata la voce principale nell'Australian Youth Performing Arts Company (AYPAC), esibendosi in numerosi eventi in tutto il mondo, tra cui una performance da solista per l'attore Alex Russell per il suo trentesimo compleanno a Los Angeles.
In seguito, ha collaborato con rinomati coreografi e si è unita alla compagnia di danza ImmaBeast a Los Angeles. Ha lavorato con Stephen Boss nello show di Jennifer Hudson ed è apparsa in vari spettacoli in Australia e negli Stati Uniti. Ha anche preso parte a un documentario sulla danza prodotto da Taboo dei Black Eyed Peas.
Nel corso della sua carriera di ballerina, ha ricevuto premi e borse di studio, tra cui la prestigiosa borsa di studio BuildaBeast 2019 Sydney Scholarship.
Inoltre, durante i suoi studi, ha ricevuto il premio per le arti creative Bobby McLaughlin al Claremont College, una borsa di studio Madame Christian dal St. Vincent's College e una borsa di studio al Village Nation College of Performing Arts.
Nel 2021, è apparsa nel reality show Welcome to Our Lockdown, dove, insieme a Leyla-Princess Guldur e Nakita Clarke, ha raccontato la sua vita durante il corso della pandemia di COVID-19.
Oltre alla sua carriera musicale, ha recitato come protagonista nel cortometraggio del 2022, Pearly Gates, ed è stata coinvolta in vari format televisivi per Nickelodeon in Australia, dove è stata conduttrice regolare nella versione locale di Nick News. Insieme agli altri conduttori, è stata nominata per il premio Leggenda dell'Anno Australiana/Neozelandese ai Nickelodeon Kids Choice Awards nel 2023.
Nel 2022, ha pubblicato il suo brano di debutto, Who Am I?, che ha scritto e composto all'età di dodici anni. Nel 2023, ha pubblicato altri due singoli: No Boys Allowed a marzo e Disco Dancer a maggio.
Il 25 settembre 2023, l'emittente televisiva cipriota CyBC l'ha selezionata internamente per rappresentare il paese all'Eurovision Song Contest 2024. Il suo brano eurovisivo Liar, scritta dal compositore greco Dīmītrīs Kontopoulos, già autore di diverse canzoni eurovisive, tra cui Last Dance di Stefania Liberakakis e Shady Lady di Ani Lorak, è stato presentato il 29 febbraio 2024.
Nella gara di maggio, la Kapsis è riuscita a qualificarsi alla finale, passando al sesto posto nella prima semifinale; nella serata finale, l'11 maggio, ha ricevuto un totale di 78 punti, utili a farla chiudere al 15º posto della classifica.

## Discografia

### Singoli
- 2022 – Who Am I?
- 2023 – No Boys Allowed
- 2023 – Disco Dancer
- 2023 – Night Out
- 2024 – Liar
- 2024 – Red Flag